# ماریا مالیتسکا
ماریا مالیتسکا (لهستانی: Maria Malicka؛ ‏ ۹ مهٔ ۱۹۰۰ – ۳۰ سپتامبر ۱۹۹۲) بازیگر اهل لهستان بود.
از فیلم‌ها یا مجموعه‌های تلویزیونی که وی در آن‌ها نقش داشته است، می‌توان به مانع و پان تفاردوفسکی اشاره نمود.